# Loefzijde en lijzijde
Loefzijde en lijzijde, ook wel loef en lij genoemd, zijn in de scheepvaart twee termen om de zijden van een schip ten opzichte van de wind aan te duiden.
De loefzijde is de scheepszijde waar de wind inkomt en de lijzijde de zijde die in de luwte van de wind ligt. Behalve bij schepen zijn de termen ook toepasbaar op bijvoorbeeld een gebergte of eiland. Bij gebergtes in streken waar een overheersende windrichting bestaat, is de lijzijde vaak de droge zijde, aangezien aan de loefzijde de wolken opgestuwd worden en daardoor aan die kant alle regen valt. De loefzijde is dan de zijde waar de wind wordt gedwongen de berg of het eiland op te gaan en waar het dus vaak regent. Dit wordt stuwingsregen genoemd.

## In taalgebruik
De termen worden in diverse combinaties gebruikt: 
De term loefzijde is terug te vinden in te loef, loefzijde, te loevert of loefwant. Een schip is loefgierig als het neigt tot oploeven, dat wil zeggen dat het schip bij het loslaten van het roer naar de wind toedraait. De meeste zeilschepen zijn licht loefgierig. Een zeilschip dat een ander zeilschip voorbij loopt, zal dit bij voorkeur te loevert doen, zodat het niet in de 'vuile wind' van de ander komt en daardoor vaart verliest. Iemand de loef af steken, betekent dan ook: Iemand voor zijn, overtreffen, voorbij steken. 
De term lijzijde komt terug in het woord verlijeren. Dit is het verzet naar lijzijde door de wind. Om het verlijeren zo veel mogelijk tegen te gaan, dient de zijdelingse weerstand van een schip zo groot mogelijk te zijn. Dit wordt bereikt door middel van kielen, scheggen, loefbijters en/of zwaarden. Een schip is lijgierig, indien het uit zichzelf de neiging heeft af te vallen.

## Uitdrukkingen
- Aan loef moet je loden en gissen,
aan lij kotsen en pissen.
- Iemand de loef afsteken
- Hij is van zijn loef (hij is de kluts kwijt)